# Etamin
Etamin o Eltanin (γ Draconis / γ Dra / 33 Draconis) es la estrella de mayor brillo en la constelación del Dragón. Situada en la cabeza del mismo, tiene magnitud aparente +2.24. Es la estrella brillante más cercana al «punto de invierno» del coluro solsticial, meridiano de la esfera celeste que pasa por los polos y los solsticios de invierno y verano.

## Nombre e historia
El nombre de Etamin —así como sus distintas variantes Ettanin, Etannin, Etanim y Etamin— provienen del árabe Al Rās al Tinnīn (‘serpiente’), en alusión al conjunto de la constelación.
En la antigüedad, Etamin gozó de importancia en el valle del Nilo, cuando dejó de ser circumpolar aproximadamente en el 5000 a. C. Unos siglos después pasó a ser la sucesora natural de Dubhe (α Ursae Majoris), hasta entonces el objeto prominente de adoración en los templos del Bajo Egipto. Etamin era allí conocida como Isis o Taurt Isis y señalaba la cabeza del Hipopótamo que formaba parte del actual Draco. Su orto era visible ~ 3500 a. C. en los corredores centrales de los templos de Hathor en Dendera y de Mut en Tebas, mientras que Canopo (α Carinae) era observada en la misma época en las aperturas orientadas hacia el sur.
Ya en la época moderna, γ Draconis ha sido llamada Estrella del Cenit —en inglés Zenith Star— en virtud a su proximidad al cenit cuando era observada desde la latitud del Real Observatorio de Greenwich.

## Características físicas
Etamin es una gigante naranja de tipo espectral K5III con una temperatura superficial de 3966 K. Actualmente está a 148 años luz del sistema solar, pero se acerca hacia nosotros de forma que, dentro de 1.5 millones de años, se encontrará a tan sólo 28 años luz; entonces será, junto a Sirio, la estrella más brillante del cielo nocturno. Su radio es 50 veces más grande que el radio solar y su luminosidad es 600 veces mayor que la del Sol. Tiene una metalicidad inferior a la solar, aproximadamente 3/4 partes de la misma.
En 1728, mientras intentaba medir la paralaje de esta estrella, James Bradley descubrió la aberración de la luz causada por la velocidad del movimiento de la Tierra en relación con la velocidad de la luz proveniente de la estrella. Este descubrimiento probó la teoría de Copérnico de que la Tierra giraba alrededor del Sol.